# Liste der Biografien/Kons
Liste der Biografien |
Portal Biografien |
Personensuche
# |
A |
B |
C |
D |
E |
F |
G |
H |
I |
J |
K |
L |
M |
N |
O |
P |
Q |
R |
S |
T |
U |
V |
W |
X |
Y |
Z |
?
 
Ka |
Kb |
Kc |
Kd |
Ke |
Kf |
Kg |
Kh |
Ki |
Kj |
Kl |
Km |
Kn |
Ko |
Kp |
Kr |
Ks |
Kt |
Ku |
Kv |
Kw |
Ky |
Kx |
Kz
 
Koa |
Kob |
Koc |
Kod |
Koe |
Kof |
Kog |
Koh |
Koi |
Koj |
Kok |
Kol |
Kom |
Kon |
Koo |
Kop |
Kor |
Kos |
Kot |
Kou |
Kov |
Kow |
Kox |
Koy |
Koz
 
Kona |
Konc |
Kond |
Kone |
Konf |
Kong |
Konh |
Koni |
Konj |
Konk |
Konl |
Konm |
Konn |
Kono |
Konp |
Konr |
Kons |
Kont |
Konu |
Konv |
Konw |
Kony |
Konz
Die Liste der Biografien führt alle Personen auf, die in der deutschsprachigen Wikipedia einen Artikel haben. Dieses ist eine Teilliste mit 164 Einträgen von Personen, deren Namen mit den Buchstaben „Kons“ beginnt.

## Kons
- Kons, Noa (* 1908), lettischer Fußballspieler
- Kons, Ulrich (* 1955), deutscher Ruderer und Olympiasieger
- Kons, Wolfram (* 1964), deutscher Journalist und FernsehmoderatorWolfram Kons (* 1964)

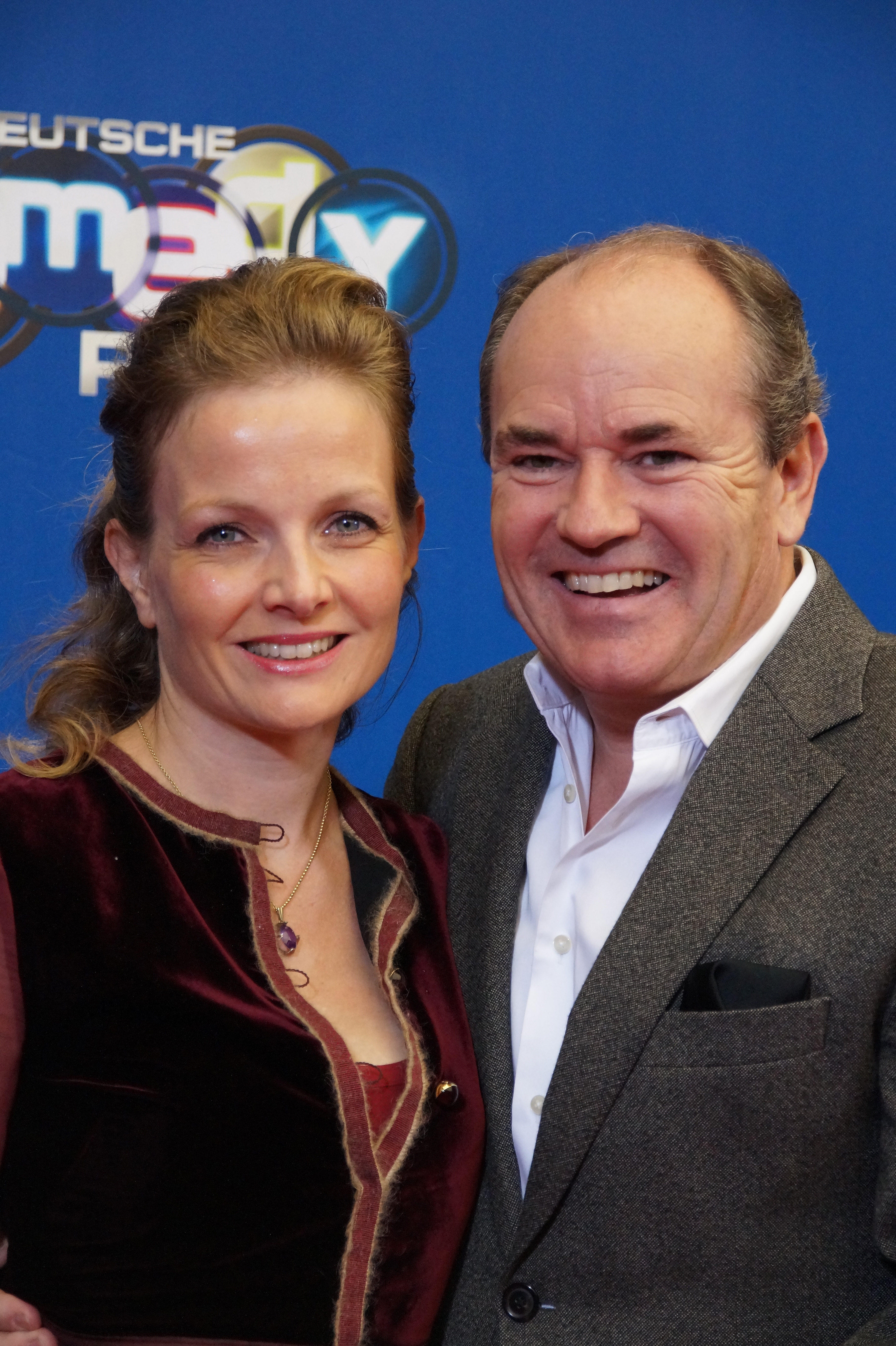
Wolfram Kons (* 1964)

### Konsa
- Konsa, Amalie (1873–1949), estnische Schauspielerin und Sängerin
- Konsa, Ezri (* 1997), englischer Fußballspieler
- Konsa, Oliver (* 1985), estnischer Fußballspieler
- Konsalik, Heinz G. (1921–1999), deutscher Schriftsteller

### Konsc
- Konschak, Benjamin (* 1986), deutscher Schwimmer
- Konschak, Katja (* 1978), deutsche Triathletin
- Konschal, Hartmut (* 1953), deutscher Fußballspieler
- Konschegg, Lambert (1912–1977), österreichischer Manager, Offizier der Luftwaffe im Zweiten Weltkrieg, Vorstandsvorsitzender der Austrian Airlines, Präsident der IATA
- Konschel, Wolfgang (1931–2013), deutscher Diplomat, Botschafter der DDR
- Konschina, Irina Jakowlewna (1867–1937), US-amerikanische bzw. russische bzw. sowjetische Mezzosopranistin, Opernsängerin und Gesangspädagogin
- Konschitzky, Walther (* 1944), deutscher Publizist, Fotograf und Ethnograf

### Konse
- Konsek, Dieter (* 1962), deutscher Bilderbuchillustrator, Maler, Zeichner und Autor
- Konsek, Edmund (1888–1958), deutscher Chorleiter und Organist
- Konsek, Hanna (* 1987), polnische Fußballspielerin
- Konsel, Michael (* 1962), österreichischer FußballspielerMichael Konsel (* 1962)

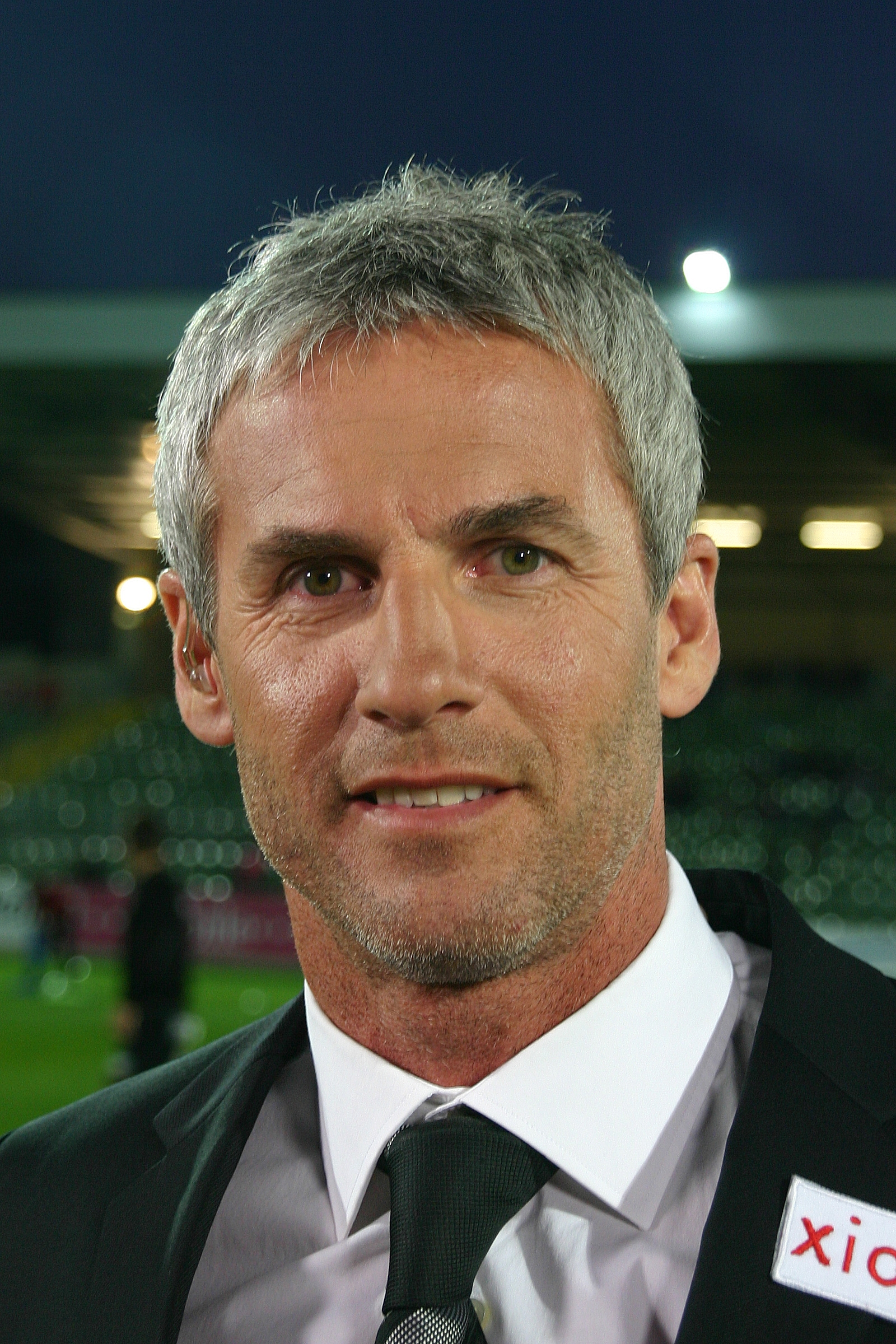
Michael Konsel (* 1962)

- Könsen, Adolf (1916–2000), deutscher Ortsamtsleiter und Politiker (SPD), MdBB

### Konsg
- Könsgen, Ewald (* 1941), deutscher Mittellateinischer Philologe

### Konsh
- Konshens, jamaikanischer Dancehall- und Reggae-Musiker

### Konsm
- Konsmo, Gunnar (1922–1996), norwegischer Eisschnellläufer

### Konso
- Konsolaki, Eleni, griechische Klassische Archäologin

### Konst
- Konst, Jan (* 1963), niederländischer Literaturwissenschaftler, Hochschullehrer und Niederlandist
- Konsta, Nina (1918–2003), griechisch-österreichische Schlagersängerin
- Konstam, Angus (* 1960), schottischer Autor und Historiker
- Konstam, Phyllis (1907–1976), englische Schauspielerin
- Konstan, David (1940–2024), US-amerikanischer Klassischer Philologe
- Konstans II. (630–668), byzantinischer Kaiser
- Konstant, David Every (1930–2016), englischer Geistlicher, römisch-katholischer Bischof von Leeds
- Konstant, William R. (* 1952), US-amerikanischer Biologe, Naturschützer und Sachbuchautor
- Konstantas, Stelios, zypriotischer Popsänger
- Konstantelias, Giannis (* 2003), griechischer Fußballspieler
- Konstantin (* 615), Sohn des oströmischen Kaisers Herakleios und der Martina
- Konstantin, byzantinischer Mitkaiser (830 oder 833–835), Sohn des Theophilos
- Konstantin († 879), byzantinischer Mitkaiser (868–879)
- Konstantin (1185–1218), russischer Großfürst von Wladimir aus dem Geschlecht der Rurikiden, ältester Sohn Wsewolod Jurjewitschs
- Konstantin (1716–1778), Landgraf von Hessen-Rotenburg
- Konstantin (1801–1869), Fürst von Hohenzollern-Hechingen
- Konstantin Angelos, byzantinischer Feldherr und Usurpator, Cousin von Isaak II.
- Konstantin Angelos Dukas, byzantinischer Sebastokrator, Bruder von Isaak II.
- Konstantin Angelos Komnenos Dukas Palaiologos († 1271), byzantinischer Kaisar und Sebastokrator, Halbbruder von Kaiser Michael VIII.
- Konstantin Aspietes, byzantinischer General, Verschwörer gegen Kaiser Isaak II.
- Konstantin aus Ostrovitza (* 1435), serbisch-osmanischer Chronist und Janitschar
- Konstantin Dalassenos, byzantinischer Patrikios, kurzzeitiger Thronfolger Kaiser Konstantins VIII.
- Konstantin der Große († 337), römischer Kaiser (306–337)Konstantin der Große († 337)

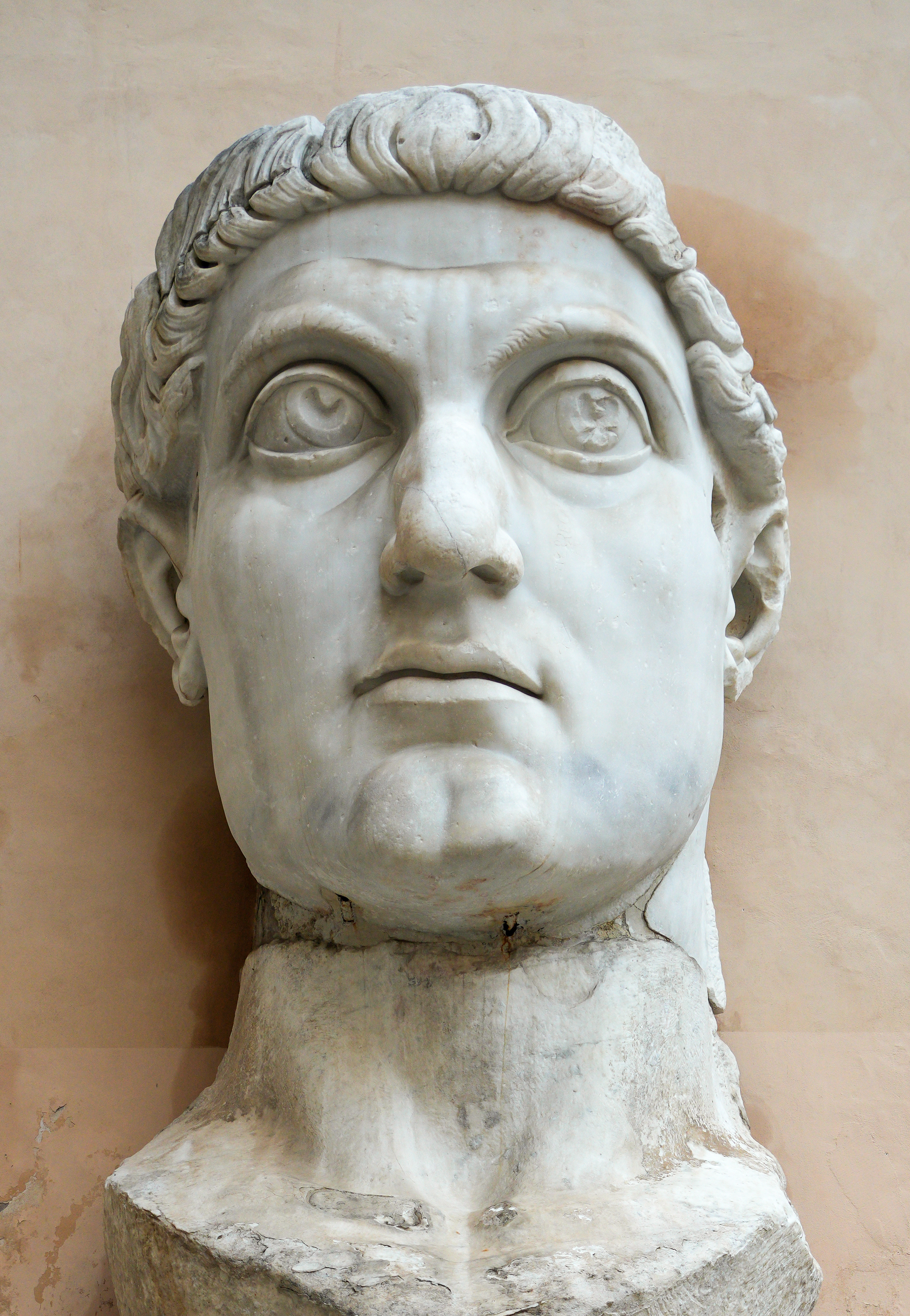
Konstantin der Große († 337)

- Konstantin Diogenes, byzantinischer Feldherr und Gouverneur
- Konstantin Dobrynitsch, Statthalter von Nowgorod (1018–1019)
- Konstantin Dragaš († 1395), regionaler Fürst und Despot
- Konstantin Dukas († 913), byzantinischer Strategos und Usurpator
- Konstantin Dukas († 1303), griechischer Herrscher von Thessalien, Sohn von Johannes I. Dukas Komnenos
- Konstantin Dukas Porphyrogennetos, byzantinischer Mitkaiser
- Konstantin Gabras, byzantinischer Dux von Chaldia, Rebell gegen Johannes II.
- Konstantin I. († 715), Papst (708–715)
- Konstantin I., Fürst von Kleinarmenien
- Konstantin I. (836–877), König von Schottland
- Konstantin I. (1868–1923), griechischer König
- Konstantin II., Gegenpapst
- Konstantin II., Fürst von Kleinarmenien
- Konstantin II. (316–340), römischer Kaiser
- Konstantin II. († 952), König von Schottland
- Konstantin II. (1940–2023), griechischer Olympiasieger, letzter König von Griechenland (1964–1973)Konstantin II. (1940–2023)

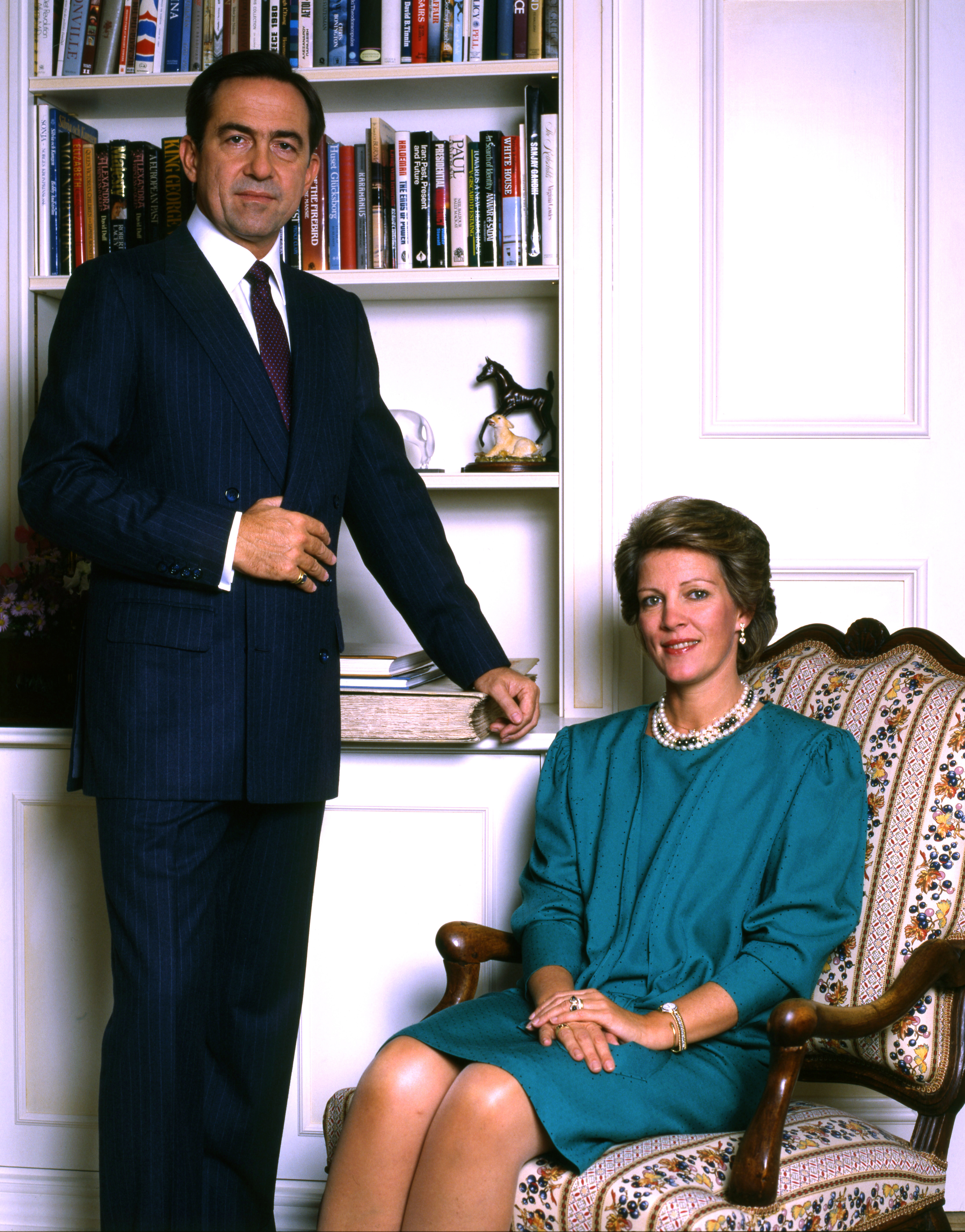
Konstantin II. (1940–2023)

- Konstantin III. († 411), Gegenkaiser im Westen des römischen Reiches (407–411)
- Konstantin III. († 997), König von Schottland
- Konstantin III. (612–641), byzantinischer Kaiser, Sohn des Herakleios
- Konstantin III. (1278–1308), König von Kleinarmenien
- Konstantin IV. († 685), byzantinischer Kaiser (668–685)
- Konstantin IV. († 1344), König von Kleinarmenien
- Konstantin IX. († 1055), Kaiser von ByzanzKonstantin IX. († 1055)

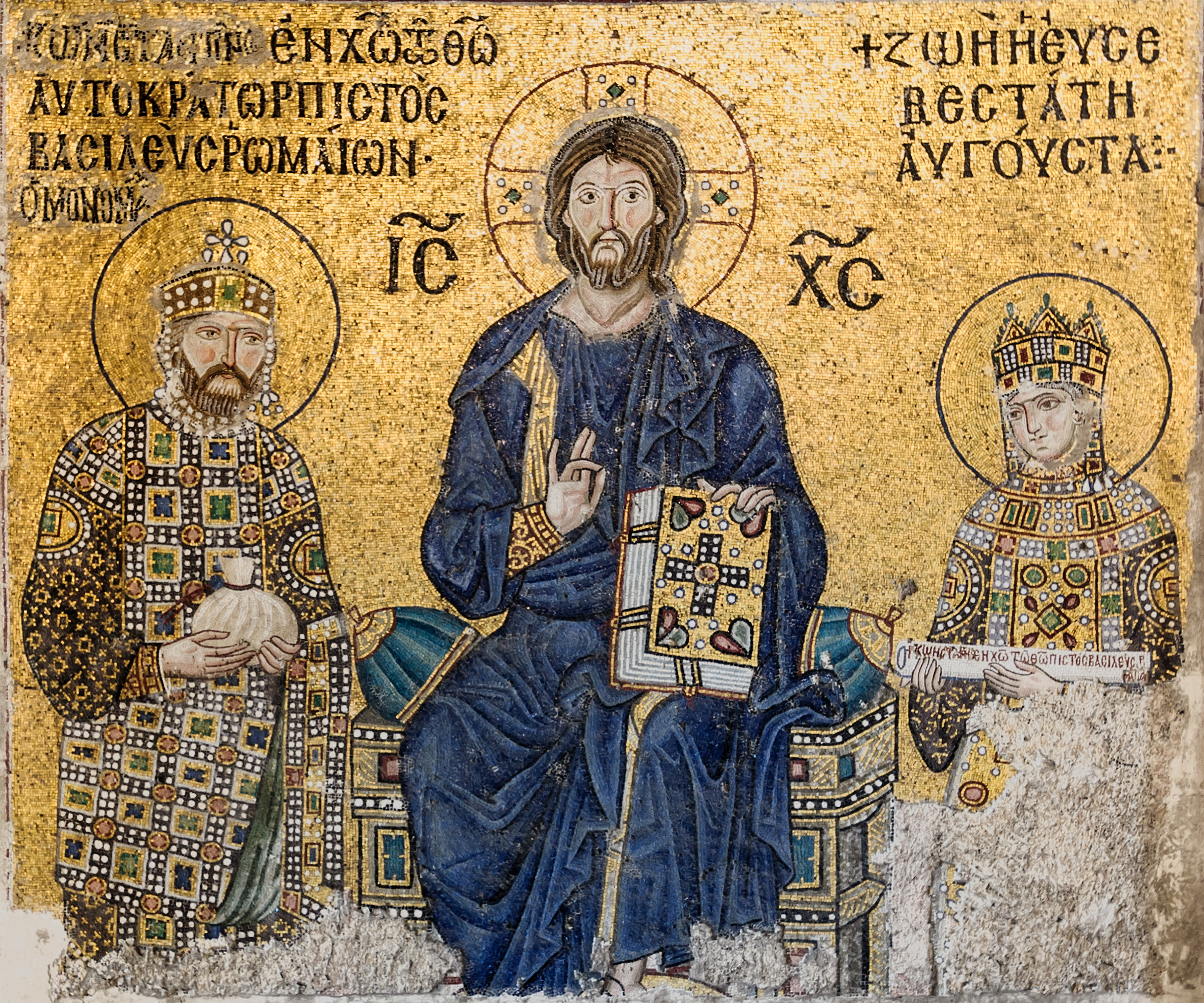
Konstantin IX. († 1055)

- Konstantin Komnenos Dukas, byzantinischer Despot in Epirus, Bruder von Theodoros I. Komnenos Dukas
- Konstantin Lakapenos, byzantinischer Mitkaiser (923/924–945)
- Konstantin Maliasenos, byzantinischer Aristokrat und Magnat in Thessalien
- Konstantin Manasses, Bischof von Naupaktos, Verfasser einer Weltchronik
- Konstantin Palaiologos, byzantinischer Prinz und Gouverneur, Sohn von Kaiser Andronikos II.
- Konstantin Palaiologos Porphyrogennetos (1261–1306), byzantinischer Prinz und General, Sohn von Kaiser Michael VIII.
- Konstantin Podopaguros († 766), byzantinischer Patrikios und Verschwörer gegen Kaiser Konstantin V.
- Konstantin Radenos, byzantinischer Aristokrat in der Zeit des Vierten Kreuzzugs
- Konstantin Tatikios, byzantinischer Protonobelissimos, Verschwörer gegen Kaiser Isaak II.
- Konstantin Tich Assen († 1277), bulgarischer Herrscher
- Konstantin Tornikes, byzantinischer Feldherr und Gouverneur, Sebastokrator unter Kaiser Michael VIII. Palaiologos
- Konstantin V. (718–775), byzantinischer Kaiser
- Konstantin V. (1313–1362), König von Kleinarmenien
- Konstantin VI. († 797), Kaiser von Byzanz
- Konstantin VI. († 1373), König von Kleinarmenien
- Konstantin VI. (1859–1930), ökumenischer Patriarch von Konstantinopel (1924–1925)
- Konstantin VII. (905–959), byzantinischer Kaiser
- Konstantin VIII. († 1028), byzantinischer Kaiser (1025–1028)
- Konstantin von Lieskirchen, Domherr in Münster
- Konstantin von Mananalis († 684), Apostel und Gründer der Paulikianer
- Konstantin von Murom († 1129), Fürst von Murom (1097–1129)
- Konstantin von Preslaw, mittelalterlicher Theologe, Geistlicher, Kompilator, Übersetzer, Dichter, Autor und Gelehrter
- Konstantin X. (1006–1067), Kaiser des Byzantinischen Reichs
- Konstantin XI. (1404–1453), letzter byzantinischer KaiserKonstantin XI. (1404–1453)

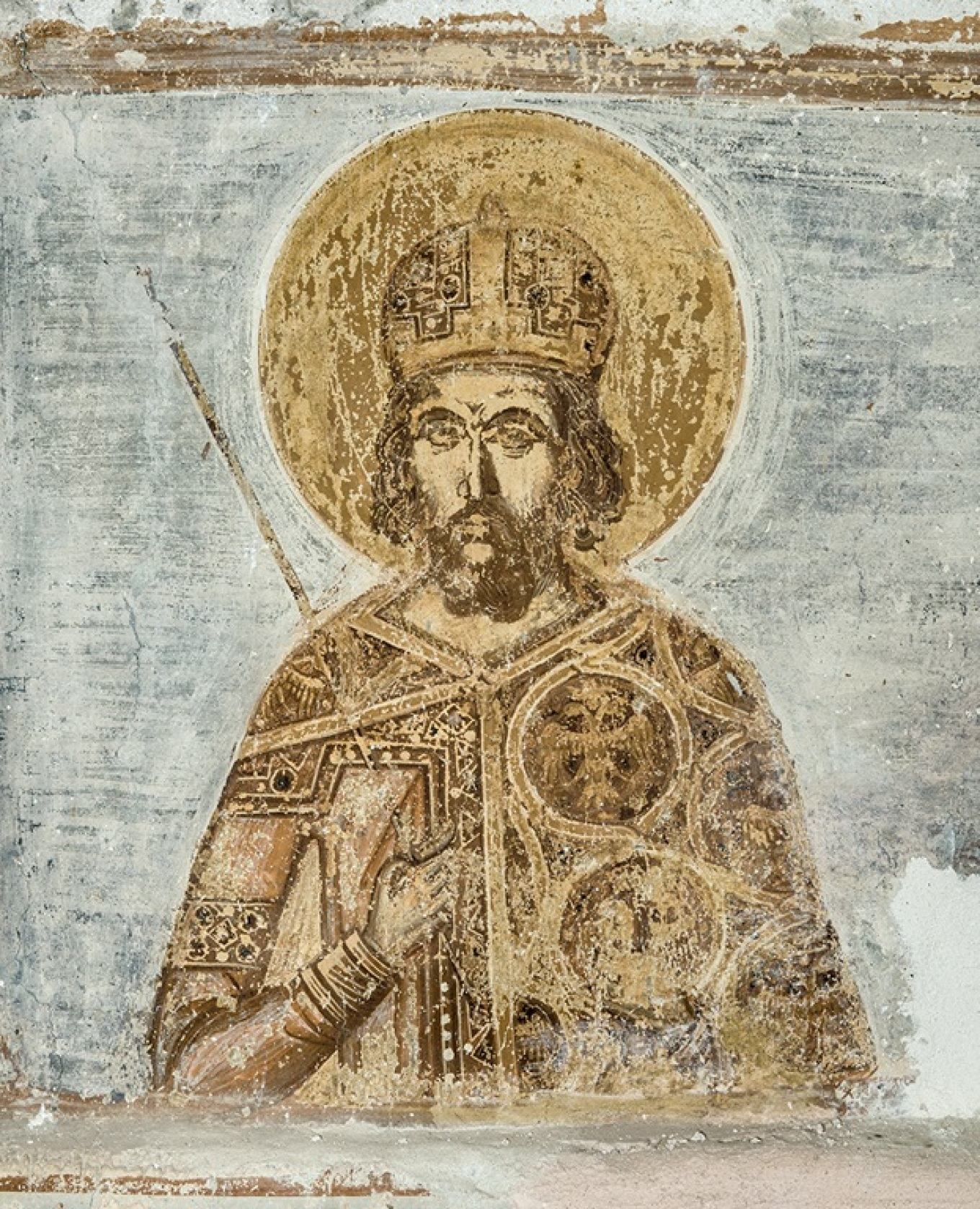
Konstantin XI. (1404–1453)

- Konstantin XI. Laskaris († 1205), byzantinischer Kaiser
- Konstantin zu Salm-Salm (1762–1828), Fürst im Fürstentum Salm (1802–1811)
- Konstantin, Ernst (1908–1969), deutscher Schauspieler, Hörspiel- und Synchronsprecher
- Konstantin, Frieda (1884–1918), österreichisch-ungarische Malerin, Radiererin und Grafikern
- Konstantin, Leopoldine (1886–1965), österreichische Schauspielerin
- Konstantin-Hansen, Elise (1858–1946), dänische Malerin, Textildesignerin und Keramikerin
- Konstantin-Hansen, Kristiane (1848–1925), dänische Textilkünstlerin, Weberin und Frauenrechtlerin
- Konstantini, Brahim (* 1932), tunesischer Bildhauer und Stahlstecher
- Konstantinidis, Aris (1913–1993), griechischer Architekt
- Konstantinidis, Aristidis, griechischer Radsportler
- Konstantinidis, Giannis (1903–1984), griechischer Komponist
- Konstantinidis, Iordanis (* 1998), deutscher Taekwondoin
- Konstantinidis, Jannis (* 1979), Basketballspieler
- Konstantinidis, Konstantinos (* 1972), griechischer Fußballspieler
- Konstantinidis, Konstantinos (* 1983), deutscher Taekwondoin
- Konstantinidis, Paris (* 1954), griechischer Basketballtrainer und Funktionär
- Konstantinidis, Vasilis (* 1987), griechischer Gewichtheber
- Konstantinidou, Kyriaki (* 1984), griechische Radrennfahrerin
- Konstantinidou, Maria (* 2002), deutsche Basketballspielerin
- Konstantinopolski, Alexander Markowitsch (1910–1990), sowjetischer Schachmeister und -theoretiker
- Konstantinos Kalamanos, Gouverneur von Isaurien
- Konstantinos Kephalas, orthodoxer Theologe am Kaiserhof von Byzanz
- Konstantinos Leichoudes († 1063), Patriarch von Konstantinopel
- Konstantinos Makrodukas, byzantinischer Hochadliger
- Konstantinou, Evangelos (1933–2015), deutsch-griechischer Byzantinist
- Konstantinou, Konstantinos, griechischer Radsportler, Olympiateilnehmer
- Konstantinou, Michalis (* 1978), zyprischer Fußballspieler
- Konstantinou, Vasilios (* 1947), griechischer Fußballtorhüter
- Konstantinou, Vasilios (* 1992), zyprischer Hochspringer
- Konstantinov, Vitali (* 1963), russisch-deutscher Illustrator
- Konstantinova, Deniela (* 2005), lettische Beachvolleyballspielerin
- Konstantinović, Zoran (1920–2007), serbischer Literaturwissenschaftler
- Konstantinow, Aleko (1863–1897), bulgarischer Autor
- Konstantinow, Boris Pawlowitsch (1910–1969), russischer Physiker und Hochschullehrer
- Konstantinow, Fjodor Wassiljewitsch (1901–1991), sowjetischer Philosoph
- Konstantinow, Georgi (* 1943), bulgarischer Schriftsteller und ehemaliger Widerstandskämpfer
- Konstantinow, Konstantin Iwanowitsch (1818–1871), russischer Artillerieoffizier und Ingenieur
- Konstantinow, Konstantin Konstantinowitsch (* 1943), sowjetisch-moldauisch-russischer Bildhauer
- Konstantinow, Plamen (* 1973), bulgarischer Volleyballspieler
- Konstantinow, Radoslaw (* 1983), bulgarischer Bahn- und Straßenradrennfahrer
- Konstantinow, Wenzeslaw (1940–2019), bulgarischer Schriftsteller und Übersetzer deutschsprachiger Literatur
- Konstantinow, Witali Wiktorowitsch (* 1949), sowjetischer Ringer
- Konstantinow, Wladimir Andrejewitsch (* 1956), russischer und ukrainischer Politiker
- Konstantinow, Wladimir Nikolajewitsch (* 1967), russischer Eishockeyspieler
- Konstantinowa, Aljona Jewgenjewna (* 1990), russische Schauspielerin
- Konstantinowa, Jekaterina Igorewna (* 1995), russische Shorttrackerin
- Konstantinowa, Joana (* 2007), bulgarische Tennisspielerin
- Konstantios († 821), byzantinischer Usurpator, Mitregent Thomas’ des Slawen
- Konstantios Dukas (1060–1081), byzantinischer Mitkaiser und Thronprätendent 1078/79 (1060–1078)
- Konstantopoulos, Konstantinos (1832–1910), griechischer Ministerpräsident
- Konstantopoulou, Elina (* 1970), griechische Popsängerin
- Konstantopoulou, Zoi (* 1976), griechische PolitikerinZoi Konstantopoulou (* 1976)

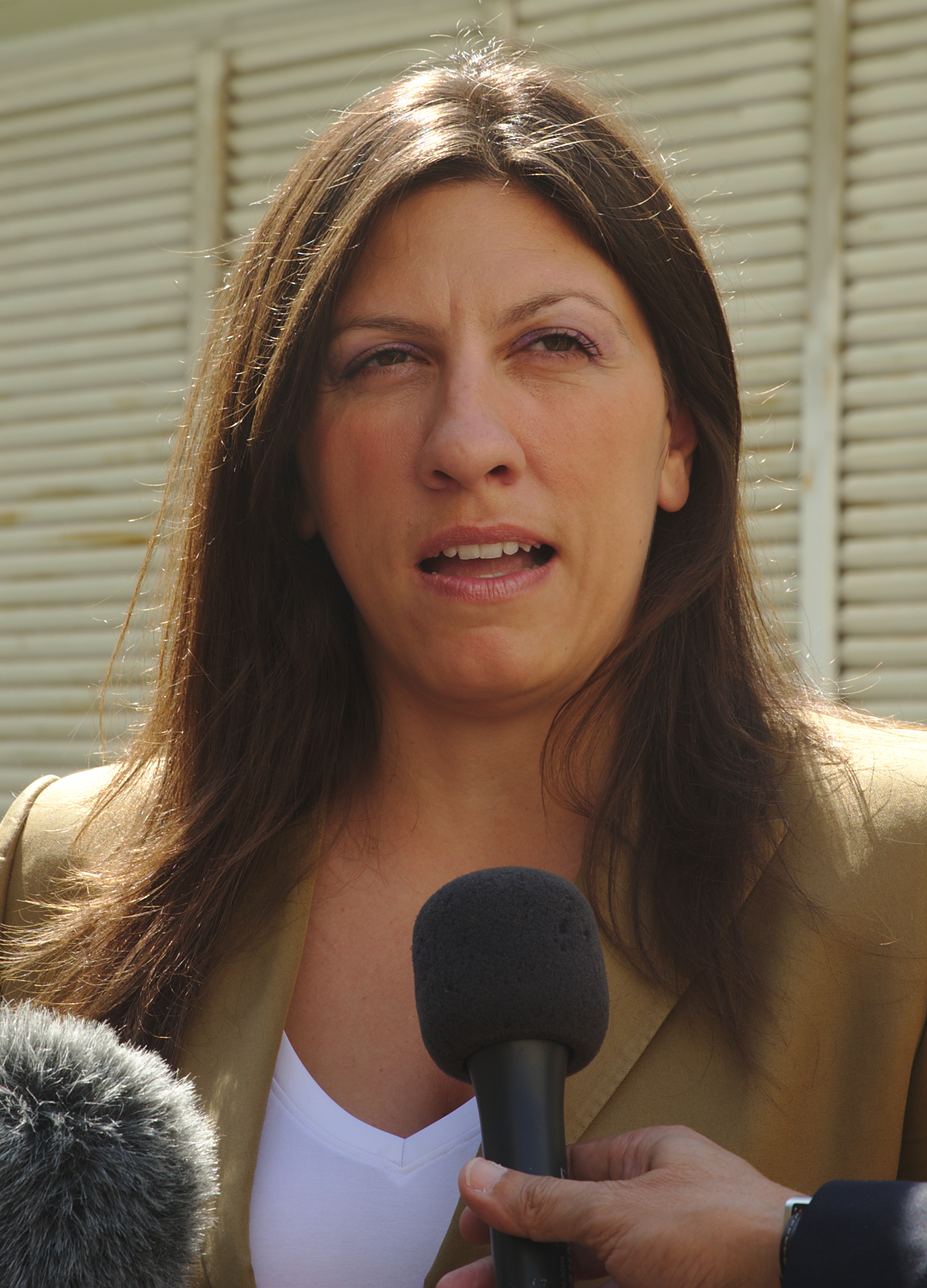
Zoi Konstantopoulou (* 1976)

- Konstantopulos, Demetrios S. (1916–2008), griechischer Rechtswissenschaftler und Hochschullehrer
- Konstanty Borzęcki (1826–1876), polnischer Revolutionär und osmanischer Generalmajor, Kartograf und Publizist
- Konstantynow, Jewhen (* 1988), ukrainischer Handballspieler
- Konstanze († 1257), Herzogin von Schlesien
- Konstanze (* 1127), Fürstin von Antiochia
- Konstanze († 1331), polnische Prinzessin
- Konstanze von Aragón († 1222), Königin von Ungarn, Königin von Sizilien, römisch-deutsche Kaiserin
- Konstanze von Burgund († 1093), Gräfin von Chalon-sur-Saône, Königin von León-Kastilien
- Konstanze von der Bretagne (1161–1201), Herzogin der Bretagne
- Konstanze von der Provence (986–1034), Königin von Frankreich (1004–1034)
- Konstanze von Kastilien (1140–1160), Königin von Frankreich
- Konstanze von Kastilien (1354–1394), kastilische Prätendentin und Duchess of Lancaster
- Konstanze von Sizilien (1154–1198), Königin von Sizilien, Kaiserin des Heiligen Römischen ReichsKonstanze von Sizilien (1154–1198)

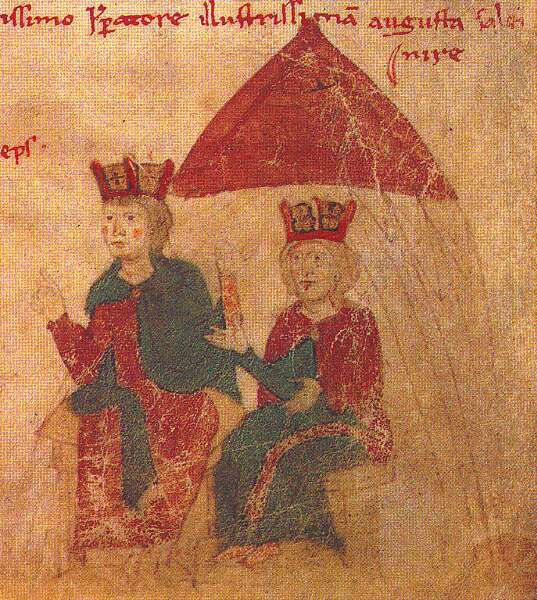
Konstanze von Sizilien (1154–1198)

- Konstanze von Sizilien († 1302), Königin von Aragonien und Sizilien
- Konstanze von Staufen († 1307), Kaiserin von Byzanz
- Konstanze von Ungarn († 1240), zweite Ehefrau des böhmischen Königs Ottokar I.
- Konstanzer Hans (1759–1793), Räuber in Württemberg
- Konstrakta (* 1978), serbische Sängerin und Songwriterin

### Konsu
- Konsulke, Christina (* 1992), deutsche Radsportlerin